# Ребров, Михаил Семёнович
Михаил Семёнович Ребров (1922—1997) — полковник внутренних войск МВД СССР, участник Великой Отечественной войны, Герой Советского Союза (1943).

## Биография
Михаил Ребров родился 7 марта 1922 года в селе Титовка (ныне — Егорьевский район Алтайского края). Окончил восемь классов школы. В 1941 году Ребров был призван на службу в Рабоче-крестьянскую Красную Армию. С августа 1943 года — на фронтах Великой Отечественной войны, был помощником командира взвода 205-го гвардейского стрелкового пола 70-й гвардейской стрелковой дивизии 13-й армии Центрального фронта. Отличился во время битвы за Днепр.
В период с 23 на 28 сентября 1943 года Ребров участвовал в боях за удержание плацдарма на западном берегу Днепра в районе деревни Городище Чернобыльского района Киевской области Украинской ССР. В критический момент заменив собой командира взвода, Ребров успешно отразил большое количество немецких контратак, удержав позиции.
Указом Президиума Верховного Совета СССР от 16 октября 1943 года гвардии красноармеец Михаил Ребров был удостоен высокого звания Героя Советского Союза с вручением ордена Ленина и медали «Золотая Звезда».
После окончания войны Ребров остался на военной службе. В 1946 году он окончил Ульяновское военное училище связи. Служил командиром взвода радиосвязи. С 1948 года проходил службу в Управлении по охране особо важных государственных объектов Внутренних войск МВД СССР. В 1973 году в звании полковника Ребров был уволен в запас. Проживал в Самаре. Умер 24 июня 1997 года.
Был также награждён орденом Отечественной войны 1-й степени и рядом медалей.